# Benafigos
Benafigos è un comune spagnolo di 205 abitanti situato nella comunità autonoma Valenciana.